# Paratemnopteryx kookabinnensis
Paratemnopteryx kookabinnensis är en kackerlacksart som beskrevs av Slaney 200. Paratemnopteryx kookabinnensis ingår i släktet Paratemnopteryx och familjen småkackerlackor. Inga underarter finns listade i Catalogue of Life.